# Молин
45° 38′ 37″ С; 20° 32′ 21″ И / 45.643611° С; 20.539167° И
Молин (мађ. Mollyfalva) је некадашње село у Банату, које је основано 1832. године, а напуштено 1956. године, због подземних вода. Налазило се на територији општине Нова Црња.

## Историја
Село је основано 1832. године насељавањем Немаца на имање грофа Ференца Зичи-Ферариса. Први попис из 1836. године регистровао је 558 становника, а већ 1850. године овде је живело 2.130 лица. Иако се становништво повећало, услови за живот су тада били лошији него данас и становништво се исељавало. Највећа исељавања су била у подунавске ритове, у село Гизелхајм, али је и оно расељено због поплава. Због тога се део становништва вратио. Исељавања су настављена, па је становништво смањено, 1869. године на само 794 становника. Касније је дошло до пораста, првенствено због насељавања Мађара, тако да је 1921. године овде било 1.272 лица.
Као последицу фашистичке окупације Југославије у Другом светском рату и чињенице да је 95% југословенских Немаца било учлањено у профашистичку организацију „Културбунд“ и да је себе декларисало као држављане Трећег рајха, нове послератне југословенске власти су већину немачког становништва тадашње Југославије (укључујући и Немце из Молина) лишиле грађанских права и конфисковале им имовину. Већи део југословенских Немаца (око 200.000) напустио је територију Југославије заједно са окупационом немачком војском у повлачењу, док је мањи део Немаца који је остао на југословенској територији логорисан. Молин је годину дана служио као сабирни логор за преостале Немце.
После затварања логора, и већина преосталих Немаца се иселила из земље, а у Молин се досељавају колонисти из околних места. Последњи становници места били су углавном Срби, босански колонисти који су се махом раселили у Кикинду. Године 1956. дошло је до катастрофалне поплаве током које је Молин био потпуно изолован од околине. Куће грађене од набоја су се рушиле и током те и наредне године село је расељено. Део становника Молина се населио у Новој Црњи и Војвода Степи. На месту Молина засађене су тополе, а та шума је позната као Молинска шума.
Данас је овај локалитет, уз пар разрушених објеката, обрастао коровом и углавном служи као атрактивно ловно подручје. Историјатом Молина су се од публициста и научника бавили Немања Савић, Слободан Ћурчић, Светлана Мадић и Милош Латиновић, који су објавили неколико новинских чланака на ту тему у кикиндској Комуни, односно новосадском Дневнику, као и у стручним публикацијама.

## Демографија
- 1869: 794
- 1880: 783
- 1890: 936
- 1900: 1.202
- 1910: 1.060
- 1921: 1.272
- 1931: 1.203
- 1948: 423
- 1953: 1.121